# Schendyloides psilopus
Schendyloides psilopus är en mångfotingart som först beskrevs av Carl Graf Attems 1897.  Schendyloides psilopus ingår i släktet Schendyloides och familjen storjordkrypare. Inga underarter finns listade i Catalogue of Life.